# Titus Elva
Titus Elva (5 de fevereiro de 1974) é um ex-futebolista santa-lucense que atuava como atacante.

## Carreira
Estreou no futebol aos 25 anos, em 1999, jogando pelo W Connection, um dos principais clubes de futebol de Trinidad e Tobago. Venceu a TT Pro League (primeira divisão nacional) em 2000 e 2001, a Copa nacional em 3 oportunidades e a Copa da Liga em 2001 e 2004. Também defendeu Caledonia AIA e All Stars Wadat, encerrando a carreira em 2008.

## Seleção
Entre 1995 e 2008, Elva jogou pela Seleção Santa-Lucense. O atacante disputou 28 partidas pelo selecionado, fazendo 17 gols - o jogo em que mais balançou as redes foi na goleada por 14 a 1 sobre as Ilhas Virgens Americanas (2 vezes). As equipes que mais levaram gols de Elva foram Ilhas Virgens Britânicas e Jamaica (3 gols).

## Vida pessoal
Seu filho, Caniggia Elva, é também natural de Santa Lúcia, porém defende a Seleção Sub-23 do Canadá.

## Títulos
W Connection
- TT Pro League: 2 (2000 e 2001)
- Copa de Trinidade e Tobago: 3 (1999, 2000 e 2002)
- Copa da Liga de Trinidad e Tobago: 2 (2001 e 2004)